# Bernard Tapie
Pour les articles homonymes, voir Tapie.
Bernard Tapie, né le 26 janvier 1943 dans le 20e arrondissement de Paris et mort le 3 octobre 2021 dans le 7e arrondissement de la même ville, est un homme d'affaires et homme politique français.
Il est dirigeant d'un groupe d'entreprises, notamment propriétaire d'Adidas et de l'Olympique de Marseille, gérant du Groupe Bernard Tapie et propriétaire du Groupe La Provence, qui édite le journal du même nom, ainsi que Corse-Matin.
Début 1984, il présente son équipe cycliste La Vie claire, puis rachète l'OM quelques années après.
Dans les années 1990, engagé en politique en tant que radical de gauche, il est deux fois ministre de la Ville au sein du gouvernement Bérégovoy, député des Bouches-du-Rhône à deux reprises, député européen (sa liste obtient 12 % aux élections de 1994) ainsi que conseiller général des Bouches-du-Rhône. Sa carrière politique s’arrête en raison de ses ennuis judiciaires.
Impliqué dans plusieurs scandales financiers, il est condamné dans l'affaire VA-OM (qui lui vaut d’être emprisonné en 1997 pendant près de six mois), dans l'affaire du Phocéa et dans l'affaire Testut. Dans les années 2010, à la suite d'un arbitrage condamnant l'État à lui payer 403 millions d'euros d'indemnités dans le cadre de l'affaire du Crédit lyonnais, il est de nouveau poursuivi, sa mort mettant fin aux poursuites pénales.

## Biographie

### Origines et débuts professionnels
Bernard Tapie naît le 26 janvier 1943 dans le 20e arrondissement de Paris. Il est le fils de Jean-Baptiste Tapie (1920-2010,), ouvrier ajusteur-fraiseur, frigoriste puis patron de PME issu d'une famille paysanne originaire des Pyrénées, et de Raymonde Nodot (1920-2013), aide-soignante. Son grand-père Léonce (1890-1964), cultivateur natif de Villeneuve-d'Olmes, dans l'Ariège, s'est installé en 1923 comme cheminot au Blanc-Mesnil, dans la banlieue nord de Paris, avec sa famille. Bernard Tapie grandit au Bourget.
Après un certificat d'études primaires, , il poursuit ses études jusqu'à l'école d'électricité industrielle de Paris qu'il quitte avant l'obtention de son diplôme.
Il effectue son service militaire au 93e régiment d'infanterie au camp de Frileuse, dans le département des Yvelines. Il  finira sergent[réf. souhaitée] et sera libéré de ses obligations militaires en octobre 1963.
Il tente une carrière dans le cinéma et le théâtre, sous le nom de Bernard Pascal, puis une carrière de chanteur chez RCA sous le nom de Bernard Tapy, sans succès. Il rentre au bureau d'étude chez Panhard pendant 3 mois avant de passer au service commercial qu'il quittera trois mois plus tard. Il aurait tenté une carrière de  coureur automobile de Formule 3 chez Matra, carrière à laquelle il renonce après un accident[réf. souhaitée] qui le laisse quasiment indemne. Aucun palmarès ne fait état de son nom, mais l'usage des pseudonymes dans l'univers de l'automobile était alors fréquent. Il aurait trouvé sa voie dans les affaires par la suite.

### Entrepreneur (1966-1980)
Libéré de ses obligations militaires, il vend en porte-à-porte des téléviseurs pour un petit magasin à l'enseigne Téléconfiance. En 1966, il ouvre Cercle no 1, son propre magasin d'équipements pour la maison, qui fera faillite en quelques années. Il fonde en 1969, un groupement d'achat, le Club Bleu, destiné aux achats en gros par les comités d'entreprise qu'il revend par la suite,.
En 1974, il fonde avec Maurice Mességué la société Cœur Assistance, pour proposer, sur abonnement payant, un boîtier portable déclenchant une alarme en cas de crise cardiaque et appelant une ambulance. Après trois ans d'existence, le projet est abandonné à la suite d'une plainte pour défaut de consultation déposée par l'ordre des médecins. Il est condamné, en 1981, à un an de prison avec sursis pour publicité mensongère montrant cinq ambulances alors que sa société n'en a que deux, et infraction aux lois sur les sociétés en tant qu'animateur de l'entreprise.

### Repreneur d'entreprises (1980-1986)
Associé avec Marcel Loichot, il devient « ingénieur-conseil » chez SEMA spécialisé en redressement d'entreprises. En 1977, il se spécialise dans le rachat d'entreprises en dépôt de bilan, à commencer par Diguet-Deny à Breteuil-sur-Iton. Comme le 23 octobre 1980, à la suite du dépôt de bilan de la société Manufrance prononcé par le tribunal de commerce de Saint-Étienne, sans réussir à mettre la main sur les actifs de l'entreprise, il obtiendra l'exploitation de la marque Manufrance.
Il fait ensuite parler de lui dans les médias pour la première fois en 1980 après avoir racheté très en dessous de leur valeur les châteaux de l'ancien dictateur centrafricain Bokassa, en lui faisant croire qu'ils allaient être saisis par les autorités françaises. Bokassa ayant porté plainte, le tribunal d'Abidjan fait annuler la vente, ce qui est confirmé le 10 décembre 1981 par un jugement exécutoire du tribunal de grande instance de Paris.
Dans les années 1980, Bernard Tapie accélère le rythme des rachats d'entreprises. Ses rachats les plus notables sont :
- La Vie claire, rachetée 1 franc en 1980 et revendue à Distriborg par le CDR, Consortium de réalisation du Crédit Lyonnais en 1995 ;
- Terraillon, rachetée 1 franc en 1981 et revendue 125 millions de francs en 1986 à l'américain Measurement Specialities[24] ;
- Look, rachetée 1 franc en 1983[25] et revendue pour 260 millions de francs en 1988 au propriétaire des montres suisses Ebel ;
- Testut[26], rachetée 1 franc en 1983 et revendue par le CDR en 1999 au groupe américano-suisse Mettler Toledo ;
- Wonder, rachetée 1 franc en 1984[27] et revendue 470 millions de francs en 1988 à l'américain Ralston ;
- Donnay[28], rachetée 1 franc en 1988 et revendue 100 millions de francs en 1991 à la région wallonne.

### Patron d'équipes sportives (1984-1994)

#### Cyclisme
Passionné de sport, Bernard Tapie utilise sa fortune acquise dans les années 1980 pour constituer une équipe cycliste autour de Bernard Hinault, alors quadruple vainqueur du Tour de France, mais licencié par Renault, sa précédente équipe cycliste, à la suite d'un différend avec son directeur sportif Cyrille Guimard. L'équipe La Vie claire est présentée en février 1984 au Crazy Horse. C'est Bernard Hinault qui a conseillé Tapie d'investir dans cette équipe. Le coureur y remporte son troisième Tour d'Italie et son cinquième Tour de France en 1985, puis Greg LeMond remporte un nouveau Tour de France pour l'équipe La Vie claire en 1986. En 1991, Bernard Tapie revend La Vie claire à Pierre Botton,.

#### Voile
En 1982, Bernard Tapie rachète le voilier Phocéa à la veuve du navigateur Alain Colas et en juin 1988, à sa deuxième tentative, il bat le record de la traversée de l'Atlantique nord en monocoque avec équipage, avec un temps de 8 jours, 3 h 29 min (soit 2 jours de moins que le précédent record établi par Éric Tabarly en 1980, le précédent record est détenu par Marc Pajot sur Elf Aquitaine en 9 jours, 10h et 6 minutes). Il est présent à bord en tant qu'armateur. Cette traversée donne lieu à un documentaire télévisé diffusé sur TF1.

#### Football

Logo de l’Olympique de Marseille de 1990 à 1993.

Bernard Tapie décide de tenter la même réussite dans le football, en répondant en 1986 à l'invitation d'Edmonde Charles-Roux, épouse du maire de Marseille Gaston Defferre, de reprendre l'Olympique de Marseille (OM),. Ancienne gloire du football français, l'OM végète alors à la quinzième place du championnat de France et n'a plus gagné de titre depuis 1976. Il rachète l'OM, en grosse difficulté financière et sportive, pour 1 franc symbolique.
Sous sa direction, le club engage de nombreux jeunes joueurs espoirs qui deviendront, au fil des années, des stars, parmi lesquels les Français Jean-Pierre Papin, Éric Cantona, Basile Boli, Didier Deschamps, Marcel Desailly, Fabien Barthez, le Ghanéen Abedi Pelé, l'Anglais Chris Waddle, le Croate Alen Bokšić et enfin le Brésilien Sonny Anderson. Il recrute également des valeurs sûres plus expérimentées telles qu'Alain Giresse, Manuel Amoros, Jean Tigana, Enzo Francescoli, Carlos Mozer et le serbe Dragan Stojković, ainsi que Raymond Goethals au poste d’entraîneur.
L'Olympique de Marseille remporte quatre titres de Champion de France consécutifs de 1989 à 1992, joue quatre finales de Coupe de France dont une gagnée en 1989, deux demi-finales de Coupe d'Europe (Coupe des coupes 1988, Coupe des clubs champions 1990) et deux finales de Ligue des champions, dont une gagnée en 1993 face au Milan AC.

### Reprise d'Adidas (1990-1993)
Ses succès dans les affaires permettent à Bernard Tapie de réunir en dix ans une fortune qui fait de lui, à l’aube des années 1990, une des plus grandes fortunes françaises.[Quoi ?]. Il décide alors, en 1990, de reprendre une société qui représente la synthèse de sa passion pour les affaires et pour le sport, l'équipementier sportif Adidas, qu'il qualifie « d'affaire de sa vie ». L'entreprise allemande, no 1 mondial de l'équipement et du textile sportif, est alors en perdition. Elle est rendue démodée par Nike et Reebok, et est devenue non compétitive par ses coûts de production en Allemagne. Adidas est au bord de la faillite lorsque Bernard Tapie en devient propriétaire.
Le plan de restructuration comprend la délocalisation d'une partie de la production en Asie, la redéfinition des politiques commerciales et de la relation avec les distributeurs. Sur le plan du marketing, l'image est modernisée par le nouveau logo de la marque, le triangle à trois bandes, remplaçant la fleur de lotus dès 1991, Bernard Tapie ayant débauché le styliste de Nike, Rob Strasser.
Le plan de restructuration est lourd pour l'entreprise, dont les comptes restent déficitaires pendant 2 ans (1991 et 1992). Mais il porte ses fruits, puisqu'à partir de 1993, la société se révèle à nouveau rentable.
Devenu ministre, Bernard Tapie décide de mettre en vente Adidas et en confie le soin à sa banque partenaire historique, le Crédit lyonnais. Cette vente donnera lieu au conflit entre l'homme d'affaires et la banque, l'affaire Adidas, Bernard Tapie affirmant que le Crédit lyonnais s'est vendu l'affaire à lui-même via des sociétés offshore pour se réserver l'essentiel de la plus-value de la vente.

### Animateur de télévision (1986-1988)
Invité d’abord dans les émissions culturelles et politiques (Le Grand Échiquier, 7 sur 7, etc.), Bernard Tapie génère des hausses d'audience en raison de son style direct, qui rencontre un certain succès. Aussi, des émissions plus « grand public » le réclament, habituellement davantage dévolues aux chanteurs et aux acteurs (Gym Tonic, Le Jeu de la vérité, Champs-Élysées, Les Grosses Têtes, etc.). Bernard Tapie devient ainsi une personnalité médiatique populaire, surtout auprès des jeunes (dont il est alors la personnalité française préférée[réf. nécessaire]) et chez les femmes (un sondage le présente alors comme le deuxième homme de France le plus séduisant après Alain Delon,,). Il est nommé « Homme de l'année 1984 » par les médias.
Cette popularité l'amène à s'intéresser à un projet d'émission de télévision envisagé et soutenu par Alain Carignon, alors ministre, mais qui finalement n'aboutira pas. Elle lui permet toutefois de créer l'émission Ambitions entre février 1986 et février 1987,, dont le but est d’aider un jeune dont le projet a été sélectionné sur dossier à monter son entreprise en direct. Il fonde également à partir de 1986 des écoles de commerce exclusivement réservées aux jeunes au chômage ou sans formation scolaire. La première ouvre à Béziers, puis viendront les écoles de Marseille, Ambert, Soissons, Namur (Belgique), Martigny (Suisse) et enfin Vichy, cette dernière réservée à des femmes. Financées exclusivement par Bernard Tapie sur ses fonds propres[réf. nécessaire], ces écoles fermeront en 1994, lorsqu’il sera déclaré en faillite.
En 1986, une publicité met en scène Bernard Tapie avec le slogan « Je marche à la Wonder », société qu'il avait rachetée en 1984.

### Parcours politique (1988-1997)

#### Lancement par François Mitterrand

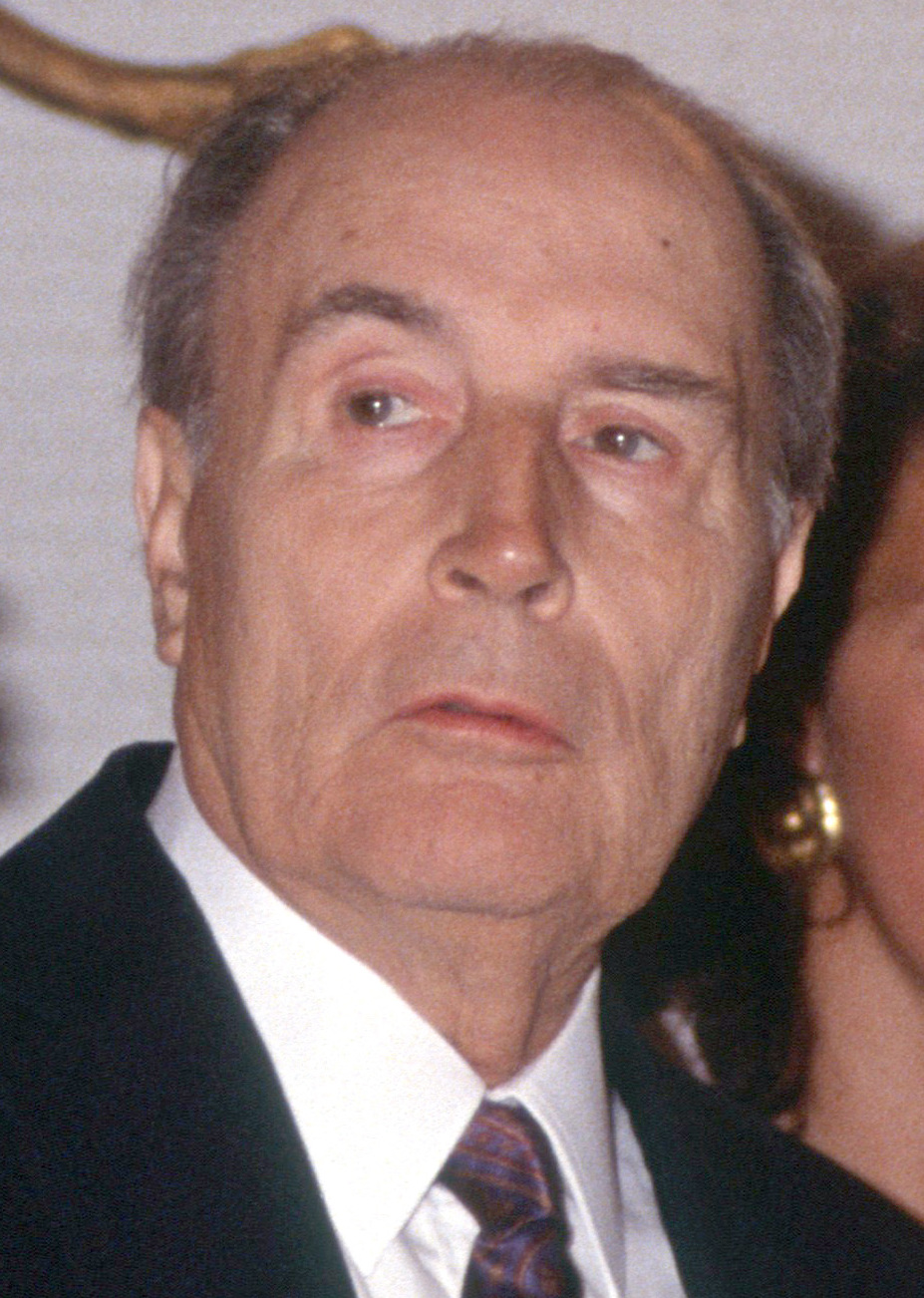
Le président socialiste François Mitterrand, à l'origine du début de la carrière politique de Bernard Tapie.

Avant d’être lancé par François Mitterrand, Bernard Tapie — qui est considéré comme un homme de droite par son ancienne collaboratrice Noëlle Bellone — aurait rencontré Jacques Toubon, alors secrétaire général du RPR, pour obtenir une investiture dans une circonscription à Marseille,. Malgré le soutien de Charles Pasqua, le parti gaulliste refuse,.
La carrière politique de Bernard Tapie démarre véritablement après une rencontre avec François Mitterrand à la fin de 1987, à l'initiative de leur ami commun Jacques Séguéla. Le président de la République souhaite se représenter en 1988 sur le thème de l'ouverture et cherche des personnalités non politiques pour rejoindre son projet. Le Parti socialiste, dont les lieutenants voient d'un mauvais œil l'entrée de Bernard Tapie en politique, lui réserve la sixième circonscription des Bouches-du-Rhône, historiquement à droite et réputée « imprenable ». Bernard Tapie accepte et se présente sous l'étiquette « Majorité présidentielle » aux élections législatives de Marseille en 1988. Pour mener une campagne éclair, il s'entoure du député européen Charles-Émile Loo et de proches du milieu corso-marseillais. Selon son ancien attaché parlementaire Marc Fratani, il tente en vain d'obtenir du responsable local du FN, Ronald Perdomo, le maintien du candidat frontiste pour affaiblir le candidat UDF. Il organise également un faux attentat à la bombe contre sa permanence « pour sensibiliser les indécis » à la veille du scrutin. Il perd de 84 voix face à Guy Teissier, mais le Conseil constitutionnel constate des irrégularités dans le comptage des votes de Guy Tessier et annule l'élection.
Il se représente à l'élection partielle de janvier 1989 avec comme suppléant le professeur Jean-Claude Chermann, co-découvreur du virus du sida, sous l'étiquette « Majorité présidentielle » et obtient 41,8 % des voix au premier tour face à Guy Teissier, puis est élu député au second tour avec 50,9 % des voix, à la surprise générale. François Mitterrand dira même que cette victoire est ce qui l'a le plus « épaté » au cours de ces législatives.

#### Engagement contre le Front national
Sa première intervention médiatique nationale est un débat face à Jean-Marie Le Pen, le 8 décembre 1989, sur le thème de l'immigration, en direct sur TF1. L'émission devait accueillir les principaux leaders des formations politiques de l'époque (PS, PC, RPR, UDF), mais, informés que Jean-Marie Le Pen serait présent, tous se désistent. La chaîne se trouve sans contradicteur pour affronter le président du Front national en débat. Apprenant la situation, Bernard Tapie se propose. À l’issue du débat, qui est un succès d’audience, la haine réciproque entre Bernard Tapie et le FN s’accroît.
Aussi, en 1992, lors de sa campagne pour les régionales en région Provence-Alpes-Côte d'Azur, Tapie assiste à un meeting du FN à Orange. Se voyant proposer par Bruno Gollnisch de prendre la parole, il dénonce un manque d'humanité au sujet de l’immigration à Orange. Le 29 janvier 1992, il tient son propre meeting dans lequel il attaque les électeurs du FN : « Si l’on juge que Le Pen est un salaud, alors ceux qui votent pour lui sont aussi des salauds ». La phrase fait scandale et lui vaut des injures sur son passage de la part des électeurs du FN.
La gauche subit une défaite sur quasiment tout le territoire français lors de ces élections, et c'est Jean-Claude Gaudin (UDF-PR) qui est réélu président de région avec une majorité relative. Néanmoins, le score de la liste Énergie Sud de Bernard Tapie est jugé par les médias, comme pour son élection législative de 1988, honorable.

#### Ministre de la Ville sous Bérégovoy
Lorsque François Mitterrand décide en avril 1992 de remplacer sa première ministre, Édith Cresson, par Pierre Bérégovoy, il impose à ce dernier la présence de Bernard Tapie au sein du gouvernement. Le président demande toutefois à celui-ci de se retirer totalement des affaires, François Mitterrand considérant incompatibles la position de ministre et celle d'homme d'affaires de haut niveau. Appelé par Pierre Bérégovoy, Bernard Tapie se dit « fou de joie », accepte de quitter les affaires, mais demande en contrepartie que soit créé un ministère sur mesure : le ministère de la Ville, chargé de s'occuper des problèmes des quartiers difficiles. Il cède son poste de député à son suppléant Jean-Claude Chermann.
Selon William Karel, bon nombre d'observateurs postérieurs reprochent la nomination de Tapie par la gauche comme ministre, qu'ils considèrent comme une trahison de l'idéal socialiste et de Mitterrand, qui fustigeait, lorsqu'il était dans l'opposition, la finance et le capital.
Mais son passage au ministère sera court : il est attaqué par Georges Tranchant, député RPR des Hauts-de-Seine et propriétaire de la holding Finindusco, qui regroupe vingt-quatre casinos et une quarantaine de sociétés, pour abus de biens sociaux dans une société de distribution de la marque Toshiba en France dans laquelle il était associé de Bernard Tapie. Premier ministre à faire les frais de la jurisprudence Bérégovoy-Balladur qui contraint à démissionner du gouvernement en cas de mise en examen, Bernard Tapie démissionne de son poste, le 23 mai 1992,. Il obtient un non-lieu en décembre 1992 et réintègre le gouvernement Bérégovoy le même mois. Le retour de Bernard Tapie au gouvernement crée un malaise chez certains socialistes, emmenés par le député de Corrèze François Hollande, qui déclare : « La première fois, c'était une erreur. La deuxième, c'est une faute »,.

#### Second mandat de député
Aux élections législatives de mars 1993, la gauche est balayée. Le gouvernement d'Édouard Balladur remplace celui de Pierre Bérégovoy. Lors de ces élections, Bernard Tapie se présente dans la dixième circonscription des Bouches-du-Rhône, malgré l’affaire VA-OM. Il se qualifie pour la triangulaire du second tour face à Hervé Fabre-Aubrespy (RPR) et Damien Bariller (FN), directeur de cabinet de Bruno Mégret. Jean-Marie Le Pen, qui a donné consigne à l'ensemble de ses candidats de se maintenir au second tour, reçoit Bernard Tapie après le premier tour dans sa résidence de Montretout. L'historienne Valérie Igounet indique à ce sujet : « Bernard Tapie aurait demandé à Jean-Marie Le Pen de maintenir son candidat « pour faire barrage » à celui de la droite. Jean-Marie Le Pen accepte. Il impose au Bureau politique, contre l'avis de Bruno Mégret, le maintien de Damien Bariller. Aux législatives de 1993, Jean-Marie Le Pen aurait donc favorisé la candidature de Bernard Tapie aux dépens d'une éventuelle victoire de Bruno Mégret, en confirmant la présence d'un candidat FN ». Cette version est confirmée par Lorrain de Saint Affrique, conseiller de Jean-Marie Le Pen, Marc Fratani, attaché parlementaire de Bernard Tapie, et Jean-Marie Le Pen lui-même, alors que Bernard Tapie nie tout accord politique,,. Bernard Tapie est élu député avec 44,48 % des voix.
Aux élections cantonales de 1994, il est élu au second tour dans le cinquième canton de Marseille, avec près de 68 % des voix.
Les experts politiques ne voient pourtant dans ces divers succès, tous acquis dans les Bouches-du-Rhône, que la popularité restante du président de l’OM, et estiment « finie » la carrière politique de Bernard Tapie sur le plan national. Seul François Mitterrand croit toujours en sa chance d’un destin national et lui conseille de se doter d’un parti politique, ce que Bernard Tapie fait en rejoignant le Mouvement des radicaux de gauche (MRG) dès la fin 1993.

#### Élections européennes de 1994

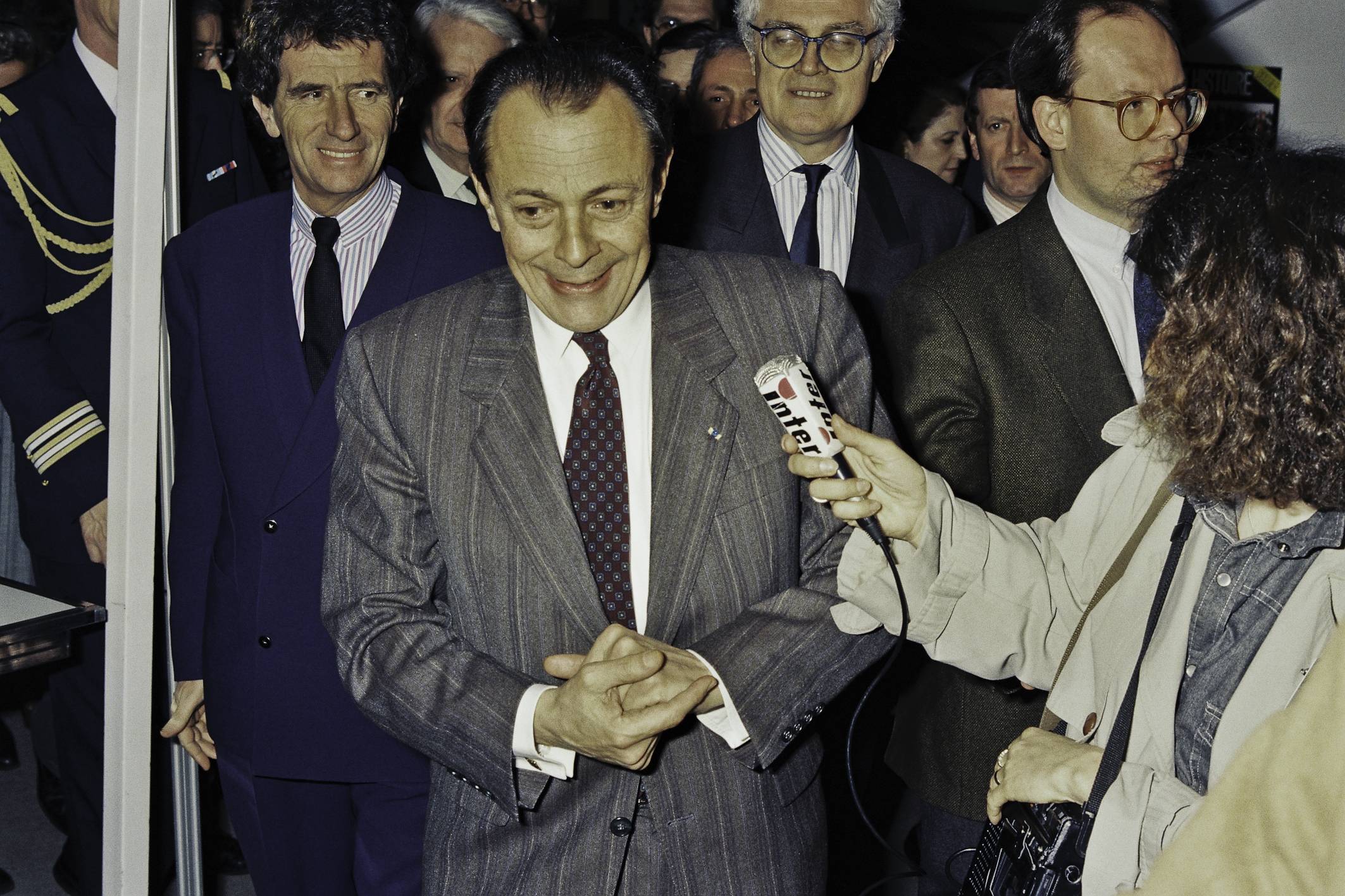
Michel Rocard, qui conduit aux élections européennes de 1994 la liste socialiste, arrivée seulement deux points devant la liste Énergie radicale de Bernard Tapie.

À l’approche du scrutin national des élections européennes de 1994, Bernard Tapie sollicite une réunion avec Michel Rocard, tête de liste du PS, pour discuter de l’union des listes socialistes et radicales. Sur les conseils de son état-major politique, convaincu que l’image de Bernard Tapie à la suite de l’affaire VA-OM ne peut faire que baisser le score de la gauche, et que son réservoir de voix est trop faible pour lui permettre de conduire sérieusement une liste seul, Michel Rocard refuse de tenir une réunion, ni même un entretien, avec Bernard Tapie. Vexé, celui-ci interroge François Mitterrand sur l’opportunité ou non selon lui de conduire sa propre liste, pari risqué compte tenu des sondages qui le créditent d’à peine 3 % des voix, le MRG pesant à lui tout seul moins de 1 % lors des élections nationales. Mais François Mitterrand convainc Bernard Tapie de faire campagne. « Dans un sens ou dans l’autre, vous serez fixé sur votre avenir politique : la vérité ne sort que des urnes », argumente le président de la République.
Le 12 juin 1994, à la stupéfaction générale, la liste Énergie radicale conduite par Bernard Tapie, qui a fait la campagne la plus pro-européenne sur le thème de l’Europe fédérale, dans un scrutin marqué au contraire par le succès des listes anti-européennes, obtient 12,03 % des voix à seulement deux points de la liste du PS conduite par Rocard, ce qui scelle le destin politique de ce dernier, qui en gardera une rancune tenace à l’égard de Bernard Tapie, affirmant qu’il a été abattu par « un missile nommé Bernard Tapie tiré depuis l'Élysée ».

#### Interruption due aux affaires
Cependant, longtemps pressenti pour la mairie de Marseille aux élections municipales de 1995, Bernard Tapie doit renoncer en raison des poursuites judiciaires. En effet, le procès VA-OM se déroule en première instance en mars 1995. Il est condamné le 15 mai 1995 à deux ans de prison dont un ferme, peine ramenée en appel en novembre 1995 à deux ans de prison, dont huit mois ferme, et une inéligibilité de trois ans. C'est la peine la plus sévère jamais prononcée en France relative à une affaire de football. Tapie est le seul protagoniste de l'affaire VA-OM, et de toutes les affaires de corruption dans le football jamais portées devant la justice en France, le premier à purger une peine de prison ferme. À la suite de sa condamnation dans cette affaire, il sera déchu de son mandat de député le 5 septembre 1996.
Ses ennuis judiciaires vont mettre un terme à sa carrière politique. Il ne s'est plus présenté à une élection depuis lors, malgré son éligibilité retrouvée en 2003, se contentant de soutenir publiquement certains candidats à la présidentielle. Ainsi, il appelle à voter « contre Jean-Marie Le Pen » au deuxième tour de l’élection présidentielle de 2002. Pour l’élection présidentielle de 2007, il affirme, avant les primaires socialistes, sa préférence pour Dominique Strauss-Kahn, qu’il qualifie de « candidat idéal » mais celui-ci n'est pas désigné. En mars 2007, Bernard Tapie apporte son soutien à Nicolas Sarkozy, jugeant que le programme de Ségolène Royal lui semble « peu clair » et que la candidate « manque d’expérience » en comparaison de son adversaire. Aussitôt exclu du PRG, il annonce qu’il le réintègre en 2010 « dans un but purement militant ».
Une semaine après le second tour des élections régionales de 2015, il annonce qu'il a « décidé de revenir en politique », avec comme objectif de faire barrage au Front national et de lutter contre le chômage.

### Affaires judiciaires (1981-2021)

#### Affaire des châteaux de Bokassa
En décembre 1981, le tribunal civil de Paris rend exécutoire un jugement du tribunal d'Abidjan qui annule l’achat par Bernard Tapie de sept châteaux et hôtels de Jean-Bedel Bokassa, empereur de Centrafrique tout juste renversé du pouvoir. L’homme d’affaires, qui est condamné à payer 100 000 francs de dommages et intérêts, avait obtenu cette vente à très bon marché (12,5 millions de francs, soit environ 10 % de la valeur réelle des biens selon les estimations) en persuadant l’ancien chef de l’État d'une confiscation imminente de ses propriétés par le fisc français.

#### Affaire Adidas l’opposant au Crédit lyonnais
À la fin de l’année 1992, Bernard Tapie, devenu ministre, souhaite vendre Adidas pour éviter tout conflit d'intérêts, comme le réclame François Mitterrand. Il confie un mandat de vente à la SDBO, filiale du Crédit lyonnais. Le prix de vente pour Adidas est fixé par Bernard Tapie à un minimum de 2,085 milliards de francs. Le 15 février 1993, Adidas est vendue par la SDBO au prix fixé par l’homme d’affaires.
Mais Bernard Tapie est mis en faillite par le Crédit lyonnais en mars 1994, la banque cassant le mémorandum signé avec lui. Bernard Tapie affirme que le Crédit lyonnais a effectué à son insu un montage opaque par lequel l’établissement bancaire a revendu Adidas à un groupe d'investisseurs, dont deux sociétés offshore, lui permettant d'engranger une plus-value de 2,6 milliards de francs en cas de redressement d'Adidas. Il accuse le Crédit lyonnais d’avoir manqué à son obligation de loyauté, qui obligeait le Crédit lyonnais à l’informer du fait qu'il pouvait vendre son affaire plus cher qu'au prix minimum fixé, ainsi qu’à l’interdiction de se porter acheteur du bien qu'il était chargé de vendre au mieux des intérêts de son client. Tapie accuse également les dirigeants du Crédit lyonnais, nommés par les socialistes, d’avoir voulu l’éliminer politiquement alors que sa liste était arrivée juste derrière celle du PS aux élections européennes.
En novembre 1996, le tribunal de commerce de Paris condamne le Consortium de réalisation (CDR) à verser à Bernard Tapie une provision de 600 millions de francs. En jouant sur une spécificité du droit français qui dispose que « le pénal tient le civil en l’état », le jugement en appel se voit retardé jusqu’en 2004, lorsque la cour d'appel de Paris autorise une médiation entre Bernard Tapie et l'État, seul propriétaire du CDR, pour un accord amiable ; mais la médiation échoue. En 2005, neuf ans après le premier jugement, la cour d'appel condamne le CDR à payer 135 millions d'euros à Bernard Tapie. En 2006, la Cour de cassation, saisie par le CDR à la demande du gouvernement, casse le jugement de la cour d'appel, sans se prononcer sur le fond du dossier.

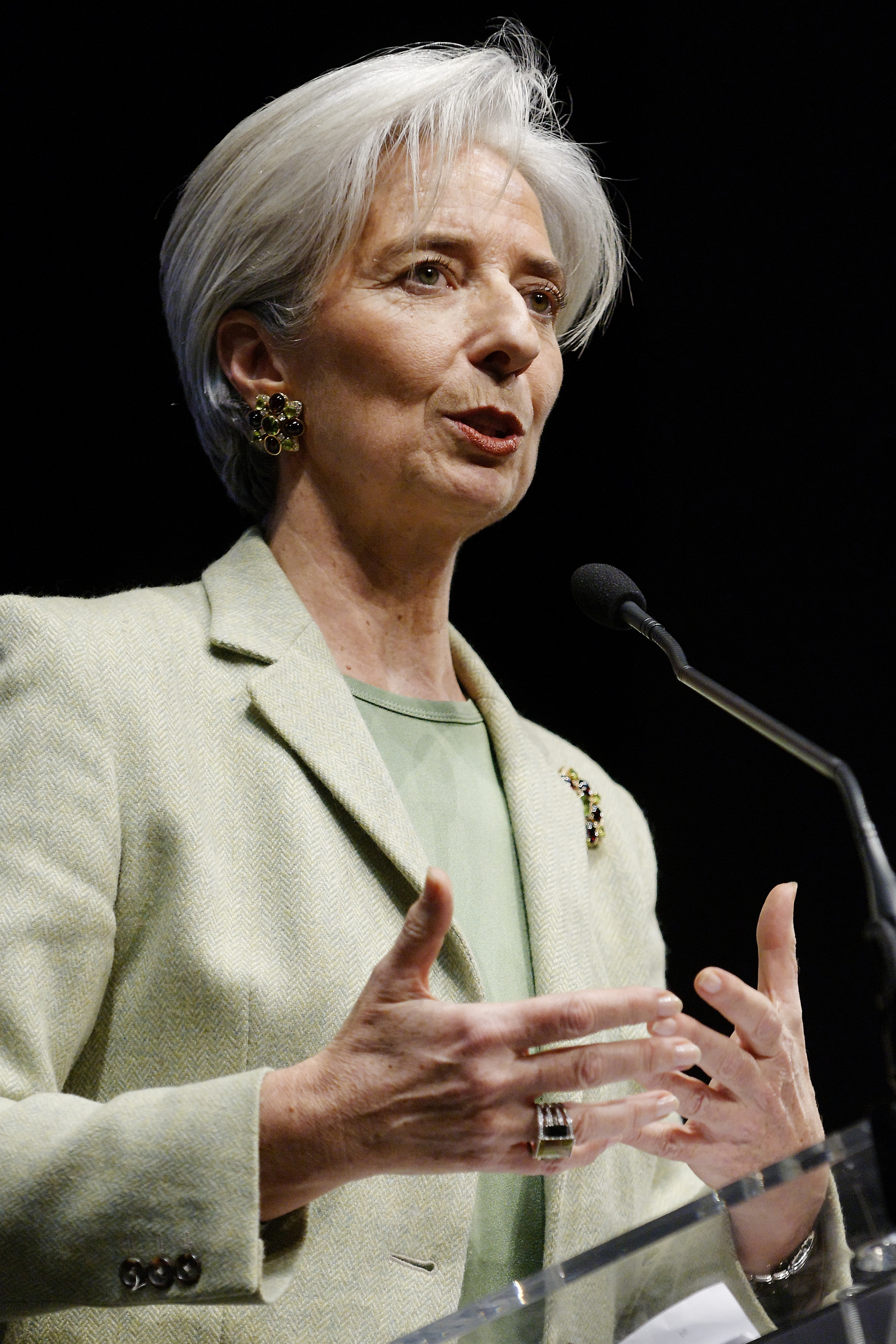
La ministre de l’Économie Christine Lagarde, qui accepte une procédure d’arbitrage allant déboucher sur le versement par l’État de 403 millions d'euros à Tapie.

En 2007, toutes les parties décident de recourir à un arbitrage en droit. Ce choix reçoit également le soutien du gouvernement en la personne de Christine Lagarde, ministre de l’Économie, qui estime que l'affaire fait courir un risque de condamnation financière trop élevé à l'État (jusqu’à sept milliards d'euros selon le CDR). Les arbitres choisis sont Pierre Mazeaud, ancien président du Conseil constitutionnel, Jean-Denis Bredin, universitaire et avocat, et Pierre Estoup, ancien président de la cour d'appel de Versailles. En juillet 2008, le tribunal arbitral rend une sentence favorable à Bernard Tapie : 243 millions d'euros à titre matériel, 115 millions d'euros au titre des intérêts de majoration du préjudice datant de 1993, et 45 millions d'euros de préjudice moral, soit 403 millions d'euros au total.
Cette décision crée une forte polémique, en particulier le montant du préjudice moral. Christine Lagarde décide de ne pas contester la sentence arbitrale, tandis que les recours déposés par des députés de l’opposition devant les juridictions administratives sont rejetés. Bernard Tapie est entendu par la commission des Finances de l’Assemblée nationale.
L'affaire rebondit en 2011 à l'initiative de Jean-Louis Nadal, procureur général près la Cour de cassation, qui saisit la Cour de justice de la République, l'entité compétente pour juger des ministres, à l'encontre de Christine Lagarde pour « abus d'autorité ». La CJR met Christine Lagarde en examen pour le seul chef de « négligence ». Jugée pour ce chef d’accusation en 2016, elle est condamnée, mais dispensée de peine en raison de sa « réputation internationale », étant devenue entre-temps directrice générale du Fonds monétaire international (FMI).
En 2015, la cour d’appel de Paris condamne Bernard Tapie à rembourser les 403 millions d’euros perçus lors de l’arbitrage en 2008. En février 2020, la cour d'appel de Paris fixe à 438 millions d’euros le montant de la dette de Bernard Tapie dans l’affaire de l’arbitrage. En mars 2020, la cour d’appel de Paris confirme le placement en redressement judiciaire des sociétés de Bernard Tapie. Le mois suivant, le tribunal de commerce de Bobigny rejette le plan de redressement des sociétés du groupe Tapie et prononce leur liquidation judiciaire.
En décembre 2017, les juges d’instruction chargés du dossier décident, au terme d’une instruction de plus de cinq ans, de renvoyer devant le tribunal correctionnel Bernard Tapie, son avocat Maurice Lantourne, l’ancien directeur de cabinet de la ministre de l’Économie Christine Lagarde Stéphane Richard, l’arbitre Pierre Estoup, Jean-François Rocchi, ancien directeur du CDR, ainsi que Bernard Scemama, ancien président de l’Établissement public de financement et de restructuration (EFPR), autre entité alors chargée, avec le CDR, de gérer les dettes du Crédit lyonnais. Le jugement, rendu le 9 juillet 2019, relaxe Bernard Tapie ainsi que tous les autres prévenus des fins de la poursuite33,34. Le parquet de Paris fait appel de la relaxe générale. Le procès en appel se déroule en mai-juin 2021, en l’absence de Bernard Tapie, affaibli par son cancer. Le parquet général requiert contre lui cinq ans de prison avec sursis et 300 000 euros d'amende. La mort de Bernard Tapie, en octobre suivant, met fin aux procédures qui le visaient. Quatre des cinq coprévenus de Bernard Tapie seront finalement condamnés par la Cour d'Appel pour leur rôle dans l'arbitrage « frauduleux » organisé par Bernard Tapie à son avantage.

#### Affaire VA-OM
En juin 1993, alors que Bernard Tapie vient de perdre son poste de ministre, et s'apprête à remporter avec son club de football, l'Olympique de Marseille, la prestigieuse Ligue des Champions, démarre l'affaire VA-OM. Le 22 mai, le club nordiste de l'US Valenciennes-Anzin, qui venait de recevoir l’Olympique de Marseille en championnat six jours avant la finale de Ligue des Champions OM-Milan AC, révèle l'existence d'une tentative de corruption.
Le défenseur valenciennois Jacques Glassmann a confié à son entraîneur Boro Primorac que Jean-Jacques Eydelie, un joueur de Marseille qui fut auparavant l'un de ses coéquipiers, l'a contacté par téléphone avant le début de la rencontre, lui promettant une somme d'argent pour lui et deux autres joueurs valenciennois, Jorge Burruchaga et Christophe Robert, pour qu’ils « lèvent le pied » et que les Marseillais arrivent sans blessure à Munich pour la finale de la Ligue des Champions. En juin, la Ligue nationale de football (LNF), alors présidée par Noël Le Graët, porte plainte contre X, et Éric de Montgolfier, procureur de la République de Valenciennes, ouvre une information judiciaire. Jean-Pierre Bernès, directeur général de l'OM, Jean-Jacques Eydelie, Jorge Burruchaga, de même que Christophe Robert et son épouse sont mis en examen par le juge d’instruction Bernard Beffy après les aveux de Robert et la découverte de 250 000 francs (environ 38 000 euros) dissimulés dans le jardin de ses parents. Les époux Robert désignent Jean-Pierre Bernès, directeur général de l’OM, comme instigateur de la tentative de corruption.
Celui-ci nie d'abord les faits, et est placé en prison plusieurs semaines à titre préventif. Puis il déclare qu’il est bien à l’origine de la tentative de corruption, mais qu’il a agi sur ordre de Bernard Tapie, qui est mis en examen à son tour, d’abord au titre de la corruption, puis au titre de tentative de subornation de témoin, l’entraîneur de Valenciennes affirmant que Bernard Tapie l’a rencontré à son bureau et lui a demandé de déclarer une version le disculpant.
Comme toujours avec Bernard Tapie, cette affaire divise profondément l’opinion. Les uns y voient la révélation suprême de l’arrivisme et de l’amoralité de Bernard Tapie ; les autres voient dans les proportions prises par cette affaire, qui concerne un match de football, la révélation d’une chasse à l’homme avant tout politique : l’affaire VA-OM a fait l’objet d’une couverture télévisuelle supérieure à l'affaire du titre non attribué aux Grenoblois la même année en rugby et même à celle de la guerre du Golfe de 1991.

##### Mise en faillite de l’Olympique de Marseille
En parallèle, l’affaire VA-OM conduit également son club, l’Olympique de Marseille, à la faillite. En effet l’OM, comme tous les clubs de football, dispose de contrats d’engagement de salaires de ses joueurs sur des durées généralement comprises entre un et cinq ans, avec une moyenne de deux à trois ans, les salaires des joueurs représentant l’essentiel des charges d’un club de haut niveau.
À la suite de l’affaire VA-OM, les instances françaises du football français conseillent à l’UEFA, l’instance européenne du football, de ne pas valider la participation de l’Olympique de Marseille aux coupes internationales. Ce qui entraîne un manque à gagner de près de 100 millions de francs dans le budget prévisionnel de l’OM. Les salaires des joueurs ne pouvant pas légalement être baissés en proportion, Bernard Tapie décide de vendre les contrats de certains joueurs. C’est ainsi que la vente de trois joueurs en cours de saison (Alen Bokšić, Marcel Desailly et Paulo Futre) parvient à combler le déficit créé par la privation de compétitions internationales.
Par ailleurs, il obtient d’un tribunal suisse (le siège de l’UEFA étant en Suisse) l’annulation de la sanction prise par l’UEFA de priver le club de Ligue des champions. Mais l’UEFA menace de suspendre toutes les équipes françaises de football, y compris l’Équipe de France, de compétition, si l’OM ne retire pas son recours juridique. Noël Le Graët, président de la Ligue, écrit alors une lettre à Bernard Tapie le suppliant d’accepter la sanction (pourtant initiée par la Ligue), écrivant notamment : « Celui qui a mené le football français si haut ne peut pas être à l’origine de sa chute ». Ne souhaitant pas causer des sanctions sur tout le football français, et bien qu’ayant obtenu gain de cause devant la justice suisse, Bernard Tapie choisit de retirer son recours.
Mais la Ligue nationale de football n’en aura pas moins de sévérité envers l’Olympique de Marseille : en sanction de l’affaire VA-OM, elle rétrograde le club en Ligue 2, ce qui le conduit à la faillite, les recettes de télévision étant le revenu essentiel des clubs, et celles de Ligue 2 étant dix fois inférieures à celles de Ligue 1.
Les spécialistes pensent que l’OM est dans l’incapacité de remonter, puisque interdit de recrutement de joueurs non libres et disposant de joueurs de Ligue 1 qui, ne pouvant être payés, deviennent libres et partent dans d’autres clubs (à l’exception de quelques joueurs très attachés à l’OM et préférant rester au club même en Ligue 2 et sans salaire). Mais Bernard Tapie recrute des joueurs internationaux proches de la retraite et donc libres, tel l’Irlandais Tony Cascarino, et les associe à des jeunes prometteurs du centre de formation. Contre toute attente, le club gagne le championnat de Ligue 2 1994-1995.
Mais toujours en dépôt de bilan, l’OM se voit interdire par la DNCG, présidée par André Soulier, le président du Parti républicain dans le Rhône et adversaire politique déclaré de Bernard Tapie, la remontée en Ligue 1. À la suite de cette décision qu’il juge « scandaleuse », Bernard Tapie déclare que « Tant que je resterai président de l’OM, toutes les décisions relatives au club seront défavorables. Je dois donc partir ». Il démissionne de la présidence de l’OM, disant que ce jour est « l’un des plus tristes de sa vie ».
Il y fera un rapide retour en 2001, d’abord pour la fin de saison 2000-2001 où le club, à quatre journées de la fin, est relégable, le stade appelant fréquemment de ses vœux son retour en scandant son nom. À l’appel de son nouveau propriétaire, Robert Louis-Dreyfus, Bernard Tapie revient et le club finit la saison quinzième, premier non-relégable (championnat alors à 18). Bernard Tapie fera la saison suivante en entier en tant que responsable du secteur sportif, le club progressant de la quinzième à la neuvième place. Mais Bernard Tapie ne souhaite pas poursuivre l’expérience, lassé par une lutte interne violente avec le directeur financier, Pierre Dubiton, et par le comportement des joueurs en général qu’il juge « très changé ».

##### Incarcération de plusieurs mois

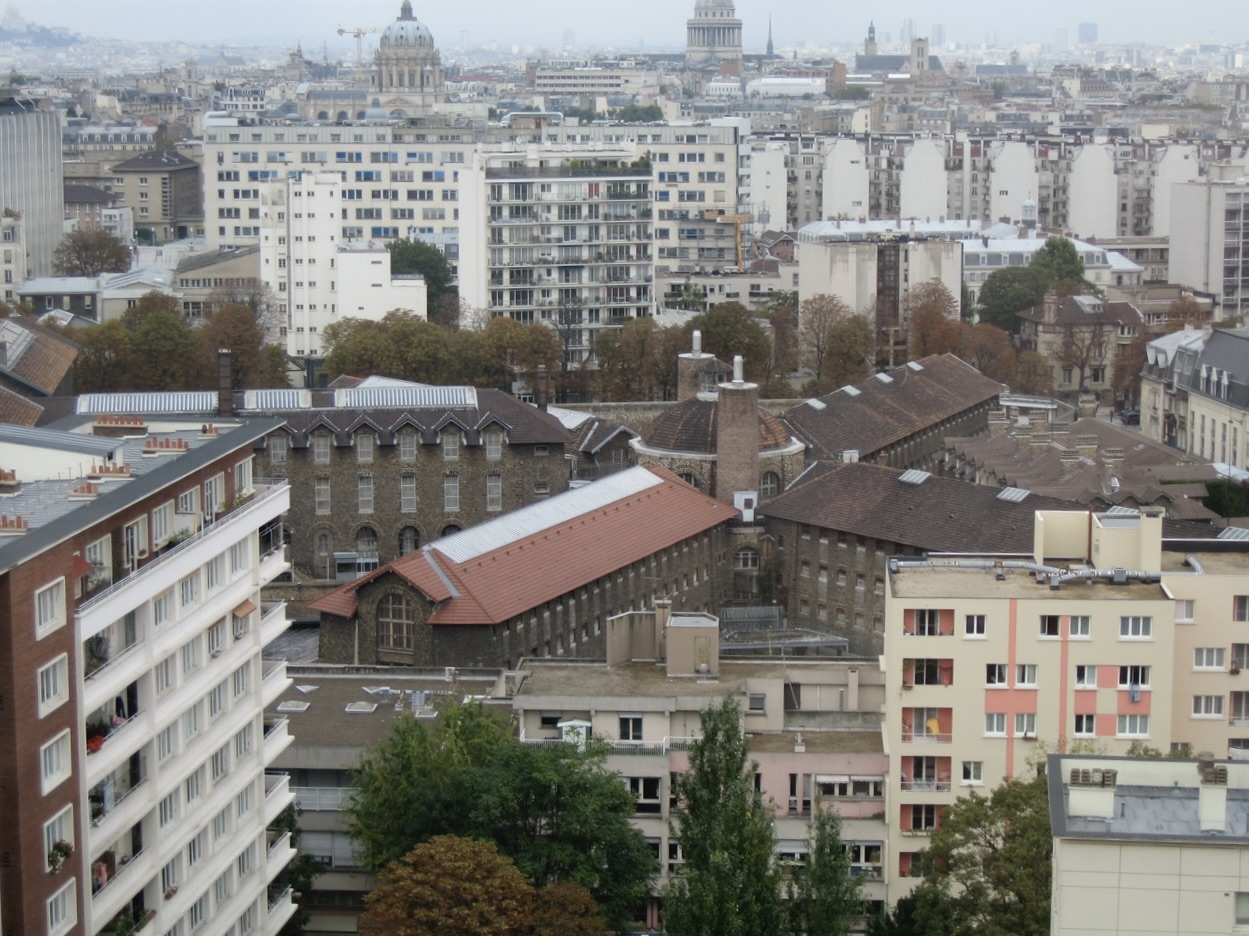
La prison de la Santé, où est emprisonné Bernard Tapie en 1997.

L’affaire VA-OM n’atteint pas que l’OM. Elle se solde en 1996 sur une condamnation définitive de Bernard Tapie aux titres de la corruption et de la subornation de témoin. Il est le seul prévenu de l’affaire à recevoir une peine de prison ferme (2 ans dont 8 mois ferme, prononcée en appel). Interrogé en 2009 sur cette singularité par l’équipe de France 2, le procureur Éric de Montgolfier déclare devant la caméra : 

« S’il ne s’était pas agi de Bernard Tapie, il ne serait pas allé en prison pour cette affaire. Les faits ne le méritaient pas. Il a payé pour d’autres raisons. »

Pour autant, Bernard Tapie va purger sa peine de prison, pendant près de six mois (sur huit fermes), les dernières semaines étant effectuées sous le régime de la semi-liberté. Il est d’abord placé à la prison de la Santé, où son entrée en prison, au sein d’un fourgon blindé, est diffusée en direct au journal télévisé. Interrogé par les médias, le directeur de l’administration pénitentiaire déclare qu’il sera placé dans le « quartier des personnalités vulnérables » (souvent nommé « quartier VIP » par les médias). Bernard Tapie a le droit de recevoir des visites, parmi lesquelles celles de Bernard Kouchner, qui était ministre à ses côtés dans le gouvernement Bérégovoy. Kouchner rapportera qu’il découvre « un Bernard Tapie très affaibli, et pour la première fois, fragile ». Il purgera le reste de sa détention à la maison d'arrêt d'Aix-Luynes puis la semi-liberté aux Baumettes à Marseille.

#### Affaire Testut
En 1993, après la levée de son immunité parlementaire, Bernard Tapie est mis en examen pour « abus de biens sociaux » en raison de soupçons de prélèvements abusifs réalisés par ses sociétés sur l'entreprise de pesage Testut. Le 1er juillet 1996, il est condamné par le tribunal de Béthune à deux ans de prison avec sursis, à 300 000 francs d'amende et à cinq ans d'interdiction de gestion d'une entreprise.

#### Affaire duPhocéa
Le yacht de luxe le Phocéa coûte à Bernard Tapie 12 millions de francs par an de frais, plus 100 000 francs de frais par jour de croisière, une charge qui lui permet de ne pas payer d'impôt en 1990 et en 1992 grâce au déficit de la société FIBT (holding des biens personnels de la famille Tapie en nom personnel). En 1994, il est poursuivi à ce titre par le fisc et mis en examen par la juge Eva Joly. Il est condamné le 1er juin 1996 par le tribunal correctionnel de Paris, puis le 4 juin 1997 par la cour d'appel de Paris : il écope de 18 mois de prison, dont six mois ferme, pour fraude fiscale, et à 30 mois de prison avec sursis pour abus de biens sociaux et banqueroute.

### Reconversion dans le monde culturel (1995-2012)
Dès 1995, Bernard Tapie est dans l’obligation de se reconvertir : il est en faillite personnelle et donc dans l’interdiction de faire des affaires, il est inéligible en politique, et interdit de fonction dans le football. Le début de sa reconversion se produit dans le cinéma : il tient en 1996 le rôle principal, aux côtés de Fabrice Luchini, dans le film de Claude Lelouch Hommes, femmes : mode d'emploi.
Bernard Tapie se remet ensuite à l’écriture. Après le livre Gagner, écrit en 1986, il publie en 1998 Librement, dont il a entamé la rédaction en prison, puis un roman se déroulant dans le milieu du football, Les yeux trop grands (2000).
Il enregistre également un single en 1998 C’est beau la vie, avec le rappeur Doc Gynéco. Outre sa rapide carrière de chanteur dans les années 1960, il avait déjà enregistré deux 45-tours (Réussir sa vie et Je t’interdis) écrits par Didier Barbelivien en 1985 au profit de la fondation pour l’enfance de Lino Ventura. Puis, en septembre 1999, il anime sur RMC une émission, Allo Bernard, dans laquelle il discute avec les auditeurs de problèmes de société ou de leurs problèmes personnels.
Il commence ensuite sa carrière d’acteur au théâtre, d’abord avec l'adaptation en 2000 du film Vol au-dessus d'un nid de coucou, où il reprend le rôle de Jack Nicholson. À Paris comme en province, la pièce remporte un vif succès et la critique salue la performance de l’acteur. En 2004, il joue dans Un beau salaud, une comédie plus légère, puis, en 2008, dans Oscar, pièce rendue célèbre dans les années 1970 par l’interprétation de Louis de Funès, dont il réécrit une partie des dialogues, et à laquelle participe sa fille Sophie. En octobre 2011, il reprend la pièce de théâtre d’Éric Assous Les Montagnes russes, qu'Alain Delon avait jouée en 2005.
En parallèle, il poursuit également une carrière d’acteur et d'animateur à la télévision, où ses scores d’audience demeurent toujours appréciés des chaînes de télévision. De 2000 à 2002, il présente l'émission Rien à cacher sur RTL9 dans laquelle il interviewe des personnalités. De septembre 2002 à mars 2003, il anime À tort ou à raison, un magazine de débats de société diffusé un lundi sur deux en deuxième partie de soirée sur TF1. En 2004, il s'essaie au rôle de consultant sportif sur TF1 lors de la finale de la Ligue des champions AS Monaco-FC Porto en commentant le match avec Thierry Roland et Jean-Michel Larqué. En 2005 et 2006, il fait partie des invités permanents de l’émission On refait le match, présentée par Eugène Saccomano et diffusée sur RTL en radio et sur LCI à la télévision. De 2001 à 2008, il tient le rôle principal de téléfilms policiers sur TF1 : Cazas en 2001, puis douze épisodes de la série Commissaire Valence diffusés entre 2003 et 2008.

### Retour au monde des affaires (2009-2018)

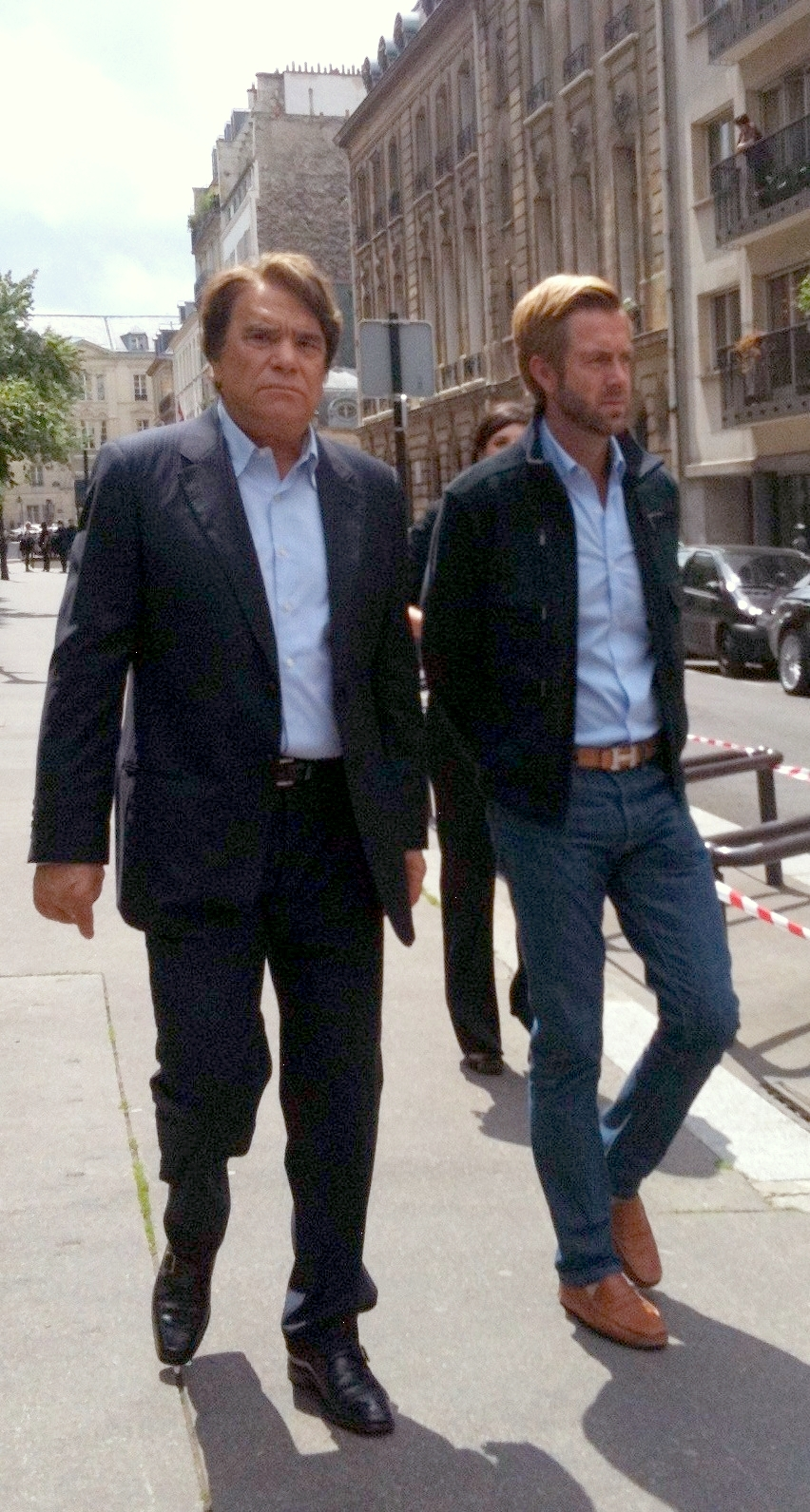
Bernard Tapie (à gauche) et Alexandre Delpérier en 2012.

#### Investissements
En avril 2009, inactif dans les affaires depuis 1992, Bernard Tapie annonce son intention d’entrer au capital du Club Med. Le fleuron passé du tourisme français connaît, en effet, depuis 2008 la plus grave crise de son histoire : dirigé par Henri Giscard d'Estaing, fils de l’ancien président de la République, il a vu sa valorisation boursière divisée par dix en dix ans, et compense chaque année ses pertes par la vente de ses actifs. Le 18 juin 2009, Bernard Tapie annonce avoir acquis 1 % du capital pour 2,5 millions d'euros. Mais ne parvenant pas à fédérer les grands institutionnels proches de Giscard d’Estaing et détenant l’essentiel des droits de vote pour changer le management du groupe, il annonce le 15 décembre 2009 qu'il a revendu toutes ses actions.
En 2010, Bernard Tapie achète le yacht de luxe de 76 m Boadicea de 1999 qu’il fait entièrement réaménager en palace et rebaptise Reborn (renaissance en anglais) avant de naviguer avec et de le proposer à la location.

#### Justice belge
En août 2013, le parquet de Bruxelles a ouvert une information judiciaire à l'encontre de Bernard Tapie, à la suite d'une dénonciation de la Cellule de traitement des informations financières (CTIF). La justice belge entend faire la lumière sur le transfert de 900 000 euros sur un de ses comptes en Belgique le 23 juillet 2013.
Des auditions ont eu lieu et les fonds en question ont été saisis. Cette procédure a donné lieu à un non-lieu, la justice belge n'ayant rien trouvé d'anormal dans le transfert de ces fonds qui avaient été versés sur un compte ING en vue de l'installation en Belgique de la holding de son fils.

#### Patron de presse
Le 19 décembre 2012, à la suite d'une recapitalisation partielle de la famille Hersant, via une augmentation de capital de 48 millions d'euros, dont la moitié est apportée par Bernard Tapie et l'autre par Philippe Hersant, Bernard Tapie devient actionnaire à 50 % du groupe Hersant Média (GHM), premier groupe de presse de la région PACA. Il s'implique notamment dans la restructuration de La Provence en recrutant Olivier Mazerolle comme directeur de la rédaction. Certains y voient l'amorce d'un retour en politique à Marseille,. Si l'hypothèse a été évoquée, il dément toute volonté de briguer la mairie de Marseille aux élections de 2014. Interviewé par téléphone sur Europe 1 à ce sujet le 22 février 2013, il confirme son désintérêt pour les municipales de Marseille, sa femme prenant même l'appareil pour indiquer qu'un retour en politique serait une « cause immédiate de divorce ». Il présente en revanche une émission intitulée Tapie se met à table dans laquelle il reçoit chacun des candidats à la mairie de Marseille.
Alors que l'Élysée a tenté d'empêcher Bernard Tapie de reprendre le groupe Hersant, notamment en poussant François Pinault à se pencher sur le dossier, Claude Bartolone, président de l'Assemblée nationale, a, d'après Laurent Mauduit, « lourdement pesé pour que le quotidien La Provence tombe effectivement entre les mains de son ami Bernard Tapie », intervenant « de manière très empressée auprès de François Hollande ».

### Maladie et mort (2017-2021)
Dès qu’il apprend être atteint d’un cancer de l'estomac et de l’œsophage en juin 2017, Bernard Tapie l'annonce à sa famille. C'est initialement le cardia, la jonction entre ces deux organes, qui est atteint,. En septembre 2017, il décide de médiatiser sa maladie,. Il subit une chimiothérapie puis, en janvier 2018, une opération chirurgicale,. En novembre 2019, il déclare que son cancer s'est étendu aux poumons tout en refusant de se dire en phase terminale. En avril 2021, il évoque avoir également des métastases aux reins et au cerveau.
Bernard Tapie meurt le 3 octobre 2021 à 8 h 40 dans son hôtel particulier situé au 52, rue des Saints-Pères à Paris, des suites de son cancer métastasé, à l'âge de 78 ans,.
Après cette annonce, des acteurs, politiques et sportifs de tous bords lui rendent hommage, saluant son courage et sa combativité,. Une chapelle ardente se tient au milieu de la pelouse du stade Vélodrome à Marseille le 7 octobre : son cercueil y est exposé et près de 5 000 personnes viennent lui rendre hommage. Le lendemain, ses funérailles ont lieu en la cathédrale Sainte-Marie-Majeure de Marseille. Bernard Tapie est ensuite inhumé au cimetière de Mazargues, situé dans le 9e arrondissement de Marseille.

## Vie privée et familiale

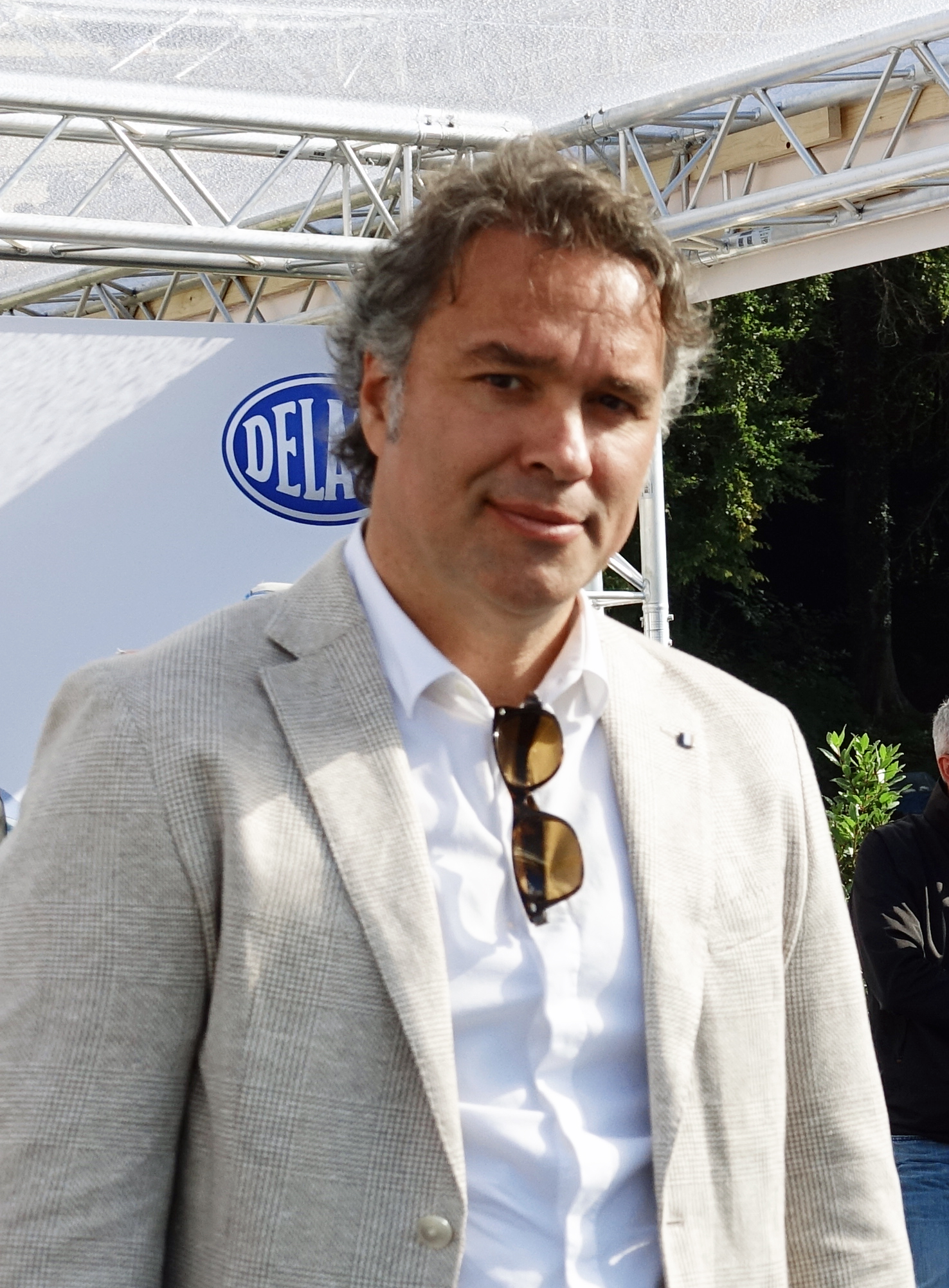
Son fils Laurent, en 2022.

En 1964, Bernard Tapie épouse Michèle Layec (1943-2000), avec qui il a une fille, Nathalie, née le 16 février 1968 à Neuilly-sur-Seine, et un fils, Stéphane, né le 9 août 1969 à Neuilly-sur-Seine, animateur, producteur et acteur. En secondes noces, il s'unit le 23 mai 1987 à Corfou (Grèce) à Dominique Mialet-Damianos, d'origine grecque, née le 12 mai 1950 à Paris, avec qui il a un fils, Laurent, né le 7 octobre 1974, homme d'affaires, et une fille, Sophie, née le 20 février 1988 à Paris, chanteuse et comédienne. Il achète en 1986 l'hôtel de Cavoye au 52 de la rue des Saints-Pères à Paris, où il vit avec sa famille. Son frère cadet, Jean-Claude, ancien président du club de handball OM-Vitrolles (1991-1996), est président-directeur général de Massilia International, une entreprise d'import-export d'équipements de réfrigération.
À partir de 1999, il réside (principalement le week-end) dans une résidence secondaire dite « moulin du Breuil » située à Combs-la-Ville (Seine-et-Marne). Il achète cette propriété en 2010 à travers une société anglaise. Dans la nuit du 3 au 4 avril 2021, lui et son épouse sont victimes d’un cambriolage de leur domicile à Combs-la-Ville au cours duquel ils sont violentés et ligotés. Des photographies du couple tuméfié sont ensuite publiées dans la presse.
En 2012, il achète la villa La Mandala sur les hauteurs de Saint-Tropez pour 47 millions d'euros à l'homme d'affaires italo-belge et ancien joueur de football Lucien D'Onofrio. Celle-ci sera saisie par la justice puis vendue aux enchères en juillet 2022  à un milliardaire américain pour 81,2 millions d'euros.
Sa fortune est estimée en 2016 à 150 millions d'euros, ce qui fait de lui la 400e fortune française,.
Il laisse à sa veuve, Dominique Tapie, une importante dette de 642 millions d'euros, ce qui oblige cette dernière à vendre l'ensemble de ses biens pour rembourser, dont seulement 143 millions ont été payés en avril 2023. En mai 2024, le Consortium de Réalisation, l'organisme public français qui a la tâche de percevoir les créances de Bernard Tapie, a versé près de 80 millions d'euros à l'État français et indique que le remboursement total des dettes de Tapie est loin d'être bouclé avec seulement 242 300 000€ récupéres.

## Relations avec les médias
Les relations de Bernard Tapie avec les journalistes sont le plus souvent mauvaises. Selon lui, ces derniers sont soit aigris, soit jaloux à force de fréquenter gloire, pouvoir et argent sans avoir aucun des trois. À plusieurs reprises, il a usé de la force contre certains d'entre eux : en 1991, à Moscou, envers Alain Vernon d'Antenne 2 ; en 1993, en bousculant Michel Partage, caméraman de France 3, et en jetant sa caméra à la mer ; ou encore en 2001, à l'encontre de Pascal Praud de TF1. Il est condamné en 2009 pour avoir traité d'« escrocs » les journalistes de l'agence CAPA. Il insulte, en 2010, Patrick Cohen sur France Inter (« Plus je sens que ça vous emmerde, plus ça me fait plaisir »), ou encore Bruce Toussaint d'Europe 1 en 2012 (« Je vous emmerde »).

## Œuvres et activités artistiques

### Discographie
- 1966 : Je ne crois plus les filles, Avait-il tort ?, Le retour, Vite un verre[129]
- 1966 : Passeport pour le soleil, Sauve qui peut, L'Enfant de ma vie, Je les aime toutes[130]
- 1966 : Tu l'oublieras, My little black, Pour de rire pour de vrai, Les pistonnés[131]
- 1985 : Réussir sa vie, en collaboration avec Didier Barbelivien
- 1998 : C'est beau la vie, en collaboration avec Doc Gynéco sur l'album Liaisons dangereuses

### Théâtre
- 2001 : Vol au-dessus d'un nid de coucou d'après la pièce de Dale Wasserman adaptée par Robert Cordier, théâtre de Paris
- 2004 : Un beau salaud de Pierre Chesnot avec Agnès Soral, théâtre de Paris
- 2008 : Oscar de Claude Magnier avec Chantal Ladesou, théâtre de Paris (une captation de cette pièce a été diffusée à la télévision)
- 2012 : Les Montagnes russes d'Éric Assous avec Romane Portail, théâtre Comédia

### Publications
- 1986 : Gagner, Paris, Robert Laffont, 258 p.  (ISBN 2-221-04784-2)
- 1994 : De l'énergie pour l'Europe, préface de Jean-François Hory, Paris, Les Éditions radicales, 111 p.  (ISBN 2-910415-00-7)
- 1995 : Parole(s) de Tapie !, [réunies par] William Reymond [et illustrées par] Cabu, Paris, Albin Michel, 136 p.  (ISBN 2-226-07612-3) [la couverture porte en sous-titre : Le bêtisier de Nanard-La-Combine]
- 1998 : Librement, Paris, Plon, 310 p.  (ISBN 2-259-18631-9)
- 2000 : Des yeux trop grands : roman, Paris, Plon, 308 p.  (ISBN 2-259-19074-X)
- 2013 : Un scandale d'État, oui ! : mais pas celui qu'ils vous racontent, Paris, Plon, 229 p.  (ISBN 978-2-259-22155-9)

## Activités médiatiques

### Télévision
- 1986-1987 : Ambitions sur TF1 : animateur
- 2000-2002 : Rien à cacher sur RTL9 : animateur
- 2002-2003 : À tort ou à raison sur TF1 : animateur
- 2004 : consultant sportif sur TF1

### Radio
- 1999 : Allô Bernard sur RMC : animateur

## Synthèse des résultats électoraux

### Élections législatives
| Année | Parti  | Parti    | Circonscription          | 1er tour | 1er tour | 1er tour | 2d tour | 2d tour | 2d tour | Issue |
| Année | Parti  | Parti    | Circonscription          | Voix     | %        | Rang     | Voix    | %       | Rang    | Issue |
| ----- | ------ | -------- | ------------------------ | -------- | -------- | -------- | ------- | ------- | ------- | ----- |
| 1988  |        | DVG (PS) | 6e des Bouches-du-Rhône  | 15 165   | 36,99    | 1er      | 22 366  | 49,91   | 1er     | Battu |
| 1989  | 13 489 | DVG (PS) | 6e des Bouches-du-Rhône  | 41,75    | 1er      | 18 478   | 50,85   | 1er     | Élu     |       |
| 1993  |        | MRG      | 10e des Bouches-du-Rhône | 16 719   | 25,60    | 1er      | 29 433  | 44,48   | 1er     | Élu   |

### Élections européennes
Les résultats ci-dessous concernent uniquement les élections où il est tête de liste.
| Année | Parti | Parti | Circonscription | Voix      | %     | Rang | Sièges obtenus |
| ----- | ----- | ----- | --------------- | --------- | ----- | ---- | -------------- |
| 1994  |       | MRG   | France          | 2 344 457 | 12,03 | 4e   | 13 / 87        |

### Élections cantonales
| Année | Parti | Parti | Canton      | 1er tour | 1er tour | 1er tour | 2d tour | 2d tour | 2d tour | Issue |
| Année | Parti | Parti | Canton      | Voix     | %        | Rang     | Voix    | %       | Issu    | Issue |
| ----- | ----- | ----- | ----------- | -------- | -------- | -------- | ------- | ------- | ------- | ----- |
| 1994  |       | MRG   | Marseille-V | 3 714    | 43,69    | 1er      | 5 510   | 67,88   | 1er     | Élu   |

## Dans les arts et la culture

### Filmographie

#### Cinéma
- 1996 : Hommes, femmes : mode d'emploi de Claude Lelouch : Benoît Blanc
- 2009 : Fin de concession de Pierre Carles : lui-même
- 2014 : Des lendemains qui chantent de Nicolas Castro, images d'archives
- 2018 : Un beau salaud de Éric Civanyan : François Dumoulin

#### Télévision

##### Documentaires
- 2001 : Who Is Bernard Tapie? de Marina Zenovich
- 2002 : Faites entrer l'accusé épisode Tapie, le proc et les menteurs de Frédérique Lantieri
- 2009 : Bernard Tapie : l'aventure, c'est l'aventure dans l'émission Un jour, un destin
- 2014 : Qui veut la peau de Bernard Tapie ?
- 2021 : Sous les pavés de T. Le Texier
- 2023 : Bernard Tapie, le spectacle permanent de Julie Lazare

##### Série
- 1982 : Bébête show, il est représenté en taureau, appelé « Tapie violent ».
- 1988 : Les Guignols de l'info, Bernard Tapie est le premier représentant régulier du monde du football, puis intervient par la suite sur les sujets d'actualité les plus divers ; il est caricaturé comme une « grande gueule sûre d’elle » et a pour gimmick de s'autoproclamer « sévèrement burné »[137]. Brocardé pour sa gouaille verbale (se nommant lui-même « Nanard »), son arrogance et sa virilité ostentatoire, il est affublé de gourmettes clinquantes et de grosses bagues. En 1992, il est parodié dans la chanson La Combine à Nanard, popularisant l'expression qui représente bien son image à ce moment-là. Dans son ouvrage Librement (1998), il s'affirme très différent de cette caricature, ajoutant qu’il trouve l'image qu'on présente de lui détestable. Dans un registre différent, une saynète le montre dans le bureau de François Mitterrand, les deux hommes s'échangeant verbalement des cordialités calculées, tout en s'admirant mutuellement in petto pour leur prestance et leur sens tactique (alors que le « guignol » de l'ancien président était généralement présenté comme hautain et méprisant vis-à-vis de la plupart de ses interlocuteurs qualifiés in petto d'« imbéciles »).
- 2003 : Commissaire Valence de Jean-Baptiste Delafon et Sébastien Arène : Pierre Valence
- 2023 : Tapie (mini-série) de Tristan Séguéla et Olivier Demangel dont le rôle est joué par Laurent Lafitte.

##### Téléfilm
- 2001 : Cazas d'Yves Boisset : Philippe Cazas

### Caricature
- Dans le journal L'Idiot international du 1er mars 1989, il est surnommé Brutus par Jean-Edern Hallier.

### Chanson
- La chanson À la Belle de Mai, sortie en 1994 par le chanteur Renaud raconte sans le nommer l'arrivée de Bernard Tapie à Marseille, le titre européen qu'il offre à l'OM, ses déboires en politique et son retour vers Paris[138].